# Corentin (Balzac)
Corentin, nascido em 1771 ou 1777, é um personagem da Comédia Humana de Honoré de Balzac.
Originário de Vendôme, ele pode ser o filho natural de Joseph Fouché, que lhe confia uma missão em Les Chouans. Foi formado em seu métier por Peyrade. Excelente nos disfarces, ele muda de nome e de aspecto de acordo com as necessidades de suas missões.
Em Les Chouans, em 1799, ele envia Marie-Nathalie de Verneuil espionar o Marquês de Montauran com o apoio do marechal Hulot.
Em Une ténébreuse affaire, em 1803, ele persegue os Simeuse e os Hautserre, faz sequestrar o senador Malin de Gondreville, afronta Laurence de Cinq-Cygne, mas não tem sucesso completo nesta missão.
Seu papel principal é na última parte de Splendeurs et misères des courtisanes em 1830, em que ele tem sucesso em prender Vautrin e Lucien de Rubempré.
Em 1840, em Les Petits Bourgeois, ele tomou o nome de Monsieur du Portail, e cuida de Lydie de la Peyrade, filha de seu finado amigo Peyrade. Lydie tornou-se louca após um sequestro e estupro em Splendeurs et misères des courtisanes.